# Гладков, Михаил Иванович (городской голова)
Михаи́л Ива́нович Гладко́в (5 марта 1816 — 8 июня 1874) — русский общественный деятель, городской глава города Самары.

## Семья
Михаил Иванович Гладков родился в 5 марта 1816 года. Его отцом был самарский купец Иван Иванович Гладков. У И. И. Гладкова было двое сыновей с большой разницей в возрасте — старший Михаил и младший Иван. Михаил Иванович Гладков в 1838/39 году женился на Ульяне Петровне. Вскоре после свадьбы, в 1839/40 году у супругов Гладковых родился сын Иван.

## Гражданская служба
К 1861 году М. И. Гладков, занимаясь предпринимательством, являлся купцом 3-й гильдии.
20 января 1861 года он был избран самарской городской думой кандидатом городского головы М. И. Назарова. В «шестигласной» городской думе Самары было 6 «гласных» — депутатов и 6 «кандидатов» к ним. В случае оставления гласным своей службы, кандидаты могли их заменить. Когда со своего поста в 1861 года ушёл городской голова М. И. Назаров, такая возможность появилась у его «кандидата» Гладкова.
С 19 ноября 1862 года по 1864 год Гладков работал городским головой Самары. На период управления им самарского городского самоуправления выпала работа по дальнейшему претворению в жизнь Положения об освобождении крепостных крестьян от неволи. Важным элементом этого процесса оказалось смягчение проблем, связанных со значительным ростом количества бывших крепостных, желавших переселиться в Самару.
2 мая 1863 года было начато дело об утере Гладковым денег. Видимо, именно эта неприятность и стала основной причиной оставления им поста городского главы в 1864 году.

## После службы
Уйдя от общественной деятельности, Михаил Иванович вернулся к предпринимательской деятельности. И, видимо, успешно — уже в 1865 году он подал прошение о постройке собственного дома в Самаре.
Несмотря на то, что он уже не являлся городским головой, Гладков в конце своей жизни избирался в городскую думу. Так, он был гласным до своей смерти — с 1872 по 1874 годы.

## Болезнь и смерть
Михаил Гладков заболел обширным инфарктом 19 июня 1874 года, а утром 8 июля скончался. Похоронен 11 июля 1874 года.